# افکار خودکشی
افکار خودکشی (به انگلیسی: Suicidal ideation) یک اصطلاح پزشکی است که در رابطه با اشتغال ذهنی شدید فرد در حول و حوش خودکشی به کار برده می‌شود. این افکار و تصورات انواع گوناگونی را شامل می‌شوند. برخی از این افکار ممکن است در حد تصور و خیال‌پردازی بوده و آنچنان جدی نباشد که از آن جمله می‌توان به طرح و نقشه خودکشی با جزئیات، بازی نقش و تفکر دربارهٔ خودکشی ناموفق و نیمه خودکشی به گونه‌ای که افراد دیگر از رنج روحی فرد باخبر بشوند، اشاره کرد اما برخی دیگر ممکن است کاملاً جدی و به قصد نابودی فرد در ذهن وی جریان داشته باشند. از آمارها چنین برمی‌آید که درست است که همه افرادی که به نوعی به خودکشی فکر می‌کنند یا قبلاً فکر کرده‌اند، اقدام به خودکشی نمی‌کنند اما بیشترشان در نهایت این کار را به انجام خواهند رساند. مهم‌ترین عاملی که می‌تواند در تفکرات و خیال‌پردازی‌های فرد درباره خودکشی نقش ایفا کند، افسردگی است اما عوامل دیگری نیز همچون برخی بیماری‌های روانی، حوادث غیرقابل پیش‌بینی و اتفاقات درون خانواده می‌توانند سبب‌ساز شکل‌گیری افکار و خیالات خودکشی در فرد بشوند. تکرار افکار خودکشی یا اقدام به خودکشی می‌تواند یکی از نشانه‌های بارز اختلال شخصیت مرزی باشد. یک تحقیق نشان داد که ۷۳٪ از اشخاص مبتلا به این اختلال اقدام به خودکشی کرده‌اند و متوسط اقدام به خودکشی در هر فرد مبتلا ۳ تا ۴ بار ذکر شده‌است. در حال حاضر، راه‌های درمانی و داروهای خاصی برای درمان افرادی که اشتغال ذهنی شدیدی به خودکشی دارند، موجود است.